# Doonesbury
Doonesbury – amerykański komiks stworzony przez Gary'ego Trudeau, ukazujący się codziennie od 1970 w postaci pasków komiksowych w wielu gazetach. Często przedmiotem scenariusza są tematy poważne, a sam pasek komentuje bieżące wydarzenia polityczne.